# Vendémian
 Vendémian  (en occitano Vendemian) es una población y comuna francesa, situada en la región de Occitania, departamento de Hérault, en el distrito de Lodève y cantón de Gignac.

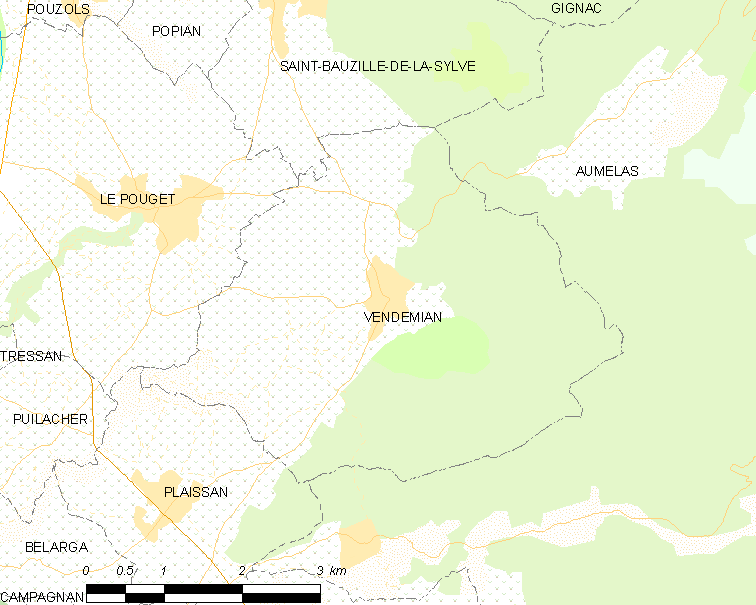
Mapa

## Demografía
| 532 | 533 | 528 | 536 | 589 | 792 | 1054 |
| Para los censos de 1962 a 1999 la población legal corresponde a la población sin duplicidades (Fuente: INSEE [Consultar]) |     |     |     |     |     |      |